# یورو اسپرت
یورو اسپرت (به انگلیسی: Eurosport) شبکه تلویزیونی ورزشی است که توسط گروه فرانسوی تی اف۱ اداره می‌شود و در ۵۹ کشور جهان در ۲۰ زبان گوناگون قابل دریافت است. این شبکه‌ها اغلب رویدادهای ورزشی بین‌المللی به ویژه رقابت‌هایی را که در اروپا رخ می‌دهد را پوشش می‌دهند که شامل، لیگ قهرمانان اروپا، لیگ فوتبال اروپا،همچنین بازی های آسیایی ۲۰۰۶ را از شبکه خود پوشش دهد رالی داکار، رالی مونت کارلو، مسابقات المپیک، مسابقات دوچرخه سواری تور فرانسه و مسابقات تنیس اوپن فرانسه و مسابقات تنیس زنان، قهرمانی اسنوکر و پخش مسابقات کریکت، کشتی کج، لیگ فوتبال استرالیا و همچنین سوپر جام اروپا و مسابقات موتور سواری و رالی جهانی را به صورت زنده پخش می‌کند.

## تاریخچه
شبکه‌های یورو اسپرت با سرمایه‌گذاری مشترک اتحادیه پخش برنامه‌های اروپایی و (به انگلیسی: Sky Television plc) در پنجم فوریه ۱۹۸۹ میلادی اغاز بکار کردند. پس از شکایت "Screensport" به کمیسیون اروپا شبکه‌های یورو اسپرت در ماه مه ۱۹۹۱ قطع شدند. سپس تی اف۱ تصمیم گرفت تا برای بازگشت شبکه‌ها مالکیت یورواسپرت را به‌طور موقت به بی اسکای بی واگذار کند تا شبکه‌ها بتوانند مجدداً اغاز بکار کنند. و سرانجام در یکم مارس ۱۹۹۳ شبکه‌های اسکرین اسپرت هم با یورو اسپرت ادغام شدند و شبکه‌های یورواسپرت تحت مالکیت فرانسه متشکل از سه شرکت TF1 ٫ Canal+ Group و Havas Images درآمدند تا در نهایت از یکم ژانویه سال ۲۰۰۱ گروه تی اف۱ تمامی شبکه‌های یورواسپرت را تحت اختیار گرفت.

## روزشمار
- ۱۹۸۹: اغاز بکار شبکه‌های یورو اسپرت
- ۱۹۹۹: راه اندازی وبگاه اینترنتی یورواسپرت
- ۲۰۰۰: راه اندازی شبکه خبری یورو اسپرت
- ۲۰۰۳: شبکه‌های یورو اسپرت در تلفن همراه قابل مشاهده شدند
- ۲۰۰۵: راه اندازی شبکه‌های یورواسپرت منطقه ای با زبان‌های مختلف
- ۲۰۰۵: تأسیس شبکه‌های مخصوص پوشش رویدادهای ورزشی اروپا مانند جام ملت های اروپا
- ۲۰۰۸: راه اندازی شبکه‌های HD یورو اسپرت
- ۲۰۰۹: ایجاد سایت مخصوص بریتانیا
- ۲۰۰۹: دسترسی به یورو اسپرت از طریق پلی استیشن قابل حمل "psp"در فرانسه بلژیک، غرب سویس و موناکو
- ۲۰۱۰: همکاری با پاناسونیک برای راه اندازی نسخه سه‌بعدی یورواسپرت
- ۲۰۱۰: ساخت برنامه تلفن همراه یورو اسپرت برای استفاده در سیستم عامل‌های اندروید بلک بری ایفون و ای پد
- ۲۰۱۱: تغییر لوگو یورو اسپرت
- ۲۰۱۲: تغییر فرکانس‌های یورو اسپرت در هاتبرد